# آنتونی شرلی
سر آنتونی شرلی (به انگلیسی: Sir Anthoni Shirley؛ ۱۵۶۵–۱۶۳۵ میلادی) جهانگرد و سفیر انگلیسی بود که همراه با برادرش رابرت شرلی به عنوان سفیران انگلیس در زمان شاه عباس بزرگ به ایران سفر کرد. این دو برادر دیگری به نام توماس شرلی داشت که او نیز جهانگرد بود.

## اوایل زندگی
آنتونی شرلی در دانشگاه آکسفورد تحصیل کرده بود. او زیر نظر رابرت دوروکس که از خانواده همسرش بود، تجارب نظامی بسیاری از نیروهای انگلیسی در هلند و نرماندی آموخت.
در سال ۱۵۹۶م او از سواحل غربی آفریقا به آمریکای مرکزی رفت؛ اما به نشانه سرکشی در سال ۱۵۹۷م به لندن بازگشت و در سال ۱۵۹۸م گروهی از داوطلبان را با یک کشتی به شهر فرارا ایتالیا آورد. او بعد از سفر به شهر ونیز، عزم سفر به ایران را کرد. این سفر با دو هدف توسعه تجارت میان ایران و انگلستان و تشویق ایرانیان به جنگ علیه امپراتوری عثمانی انجام شد.

## سفر به ایران
آنتونی شرلی ثروت زیادی از استانبول و حلب به دست آورد. او پس از ورود به قزوین مورد استقبال گرم شاه عباس بزرگ قرار گرفت. او به شاه پیشنهاد کرد که ایران هیئت سفارتی به دربارهای اروپایی اعزام کند و با آن‌ها علیه دشمن مشترک‌شان امپراتوری عثمانی پیمان ببندد. شاه عباس آنتونی شرلی را به همراه حسینعلی بیگ بیات روانه اروپا کرد تا هم با کشورهای اروپایی ارتباط برقرار کند و هم برای ابریشم ایران (که انحصار آن در اختیار شخص شاه بود) بازار بیابد.
شرلی و بیات پس از سفر به روسیه و اتریش به مونیخ رفتند و از آنجا قاصدی به جمهوری ونیز فرستادند تا آن دولت را از آمدن خود مطلع سازند؛ اما ونیزیان که مشغول مذاکره با عثمانی بودند آن‌ها را نپذیرفتند. شرلی و بیات سپس به رم رفتند ولی در آن شهر بر سر مسئله حق تقدم در دیدار با پاپ اختلاف یافتند.
شرلی از رم به تنهایی به ونیز رفت و چندی بعد در آن کشور پناهنده شد. سپس به اسپانیا رفت و به خدمت پادشاه آن کشور درآمد و در همان‌جا درگذشت.
آنتونی هدایای بسیاری را جهت رساندن به پاپ از شاه عباس دریافت کرده بود؛ اما به جای تحویل دادن‌شان به پاپ، آن‌ها را فروخت و ثروت هنگفتی به دست آورد. در کتاب سفرنامه برادران شرلی مطلبی بدین شرح آمده‌است که حسنعلی بیگ بیات بعد از برگشت به ایران، آنتونی شرلی را متهم به خیانت کرد؛ اما رابرت شرلی بی‌گناهی برادرش را اثبات کرد و به شاه یاداوری نمود که او در واقع به عنوان گروگان برادرش در دربار ایران اقامت کرده‌است. شاه عباس حرف رابرت را تأیید و به بی‌گناهی آنتونی شرلی رای داد.